# Ouette gyrus
Ouette gyrus is een spinnensoort uit de familie Ochyroceratidae. De soort komt voor in China.